# 滋賀石

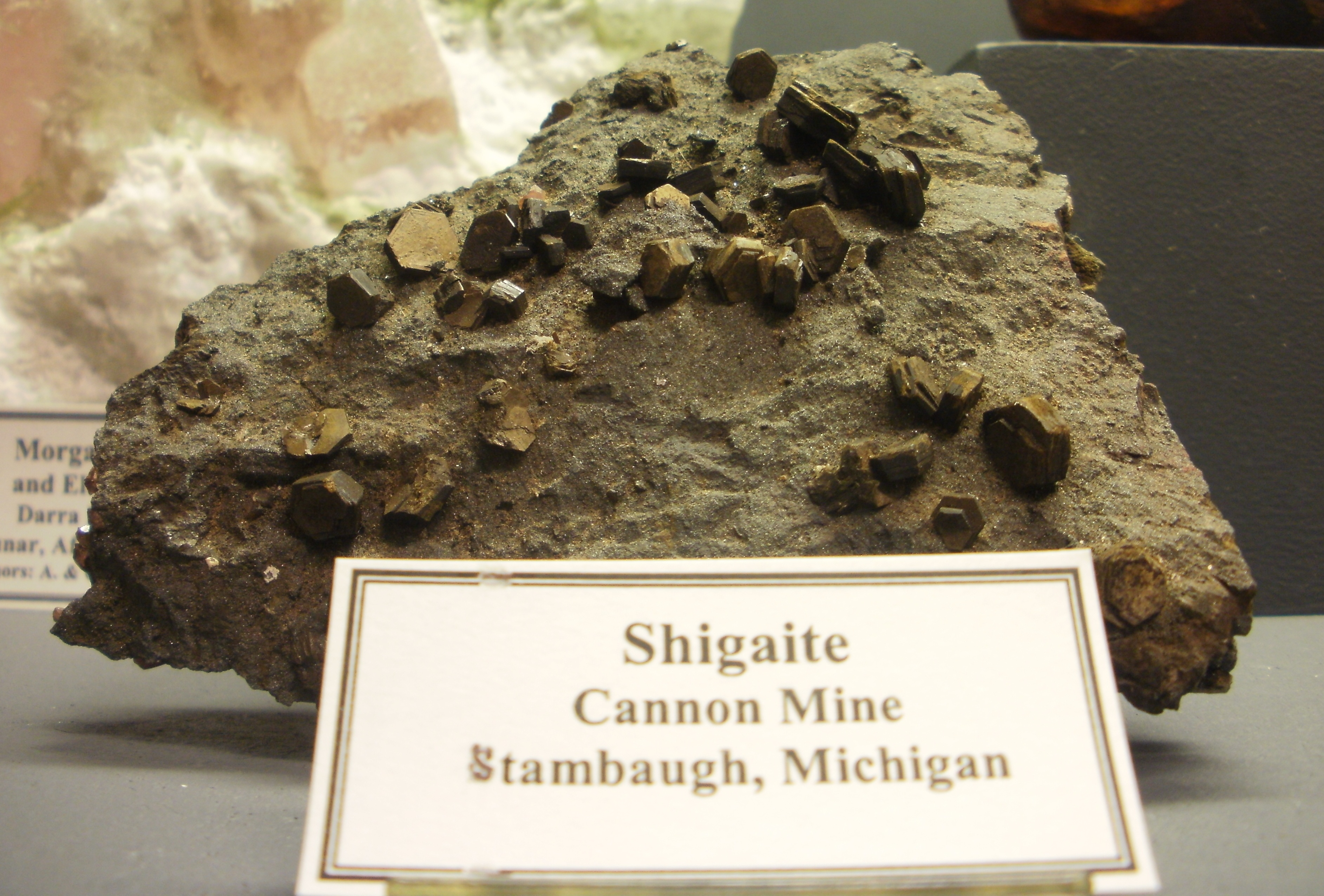
六角形の結晶をとる滋賀石

滋賀石（しがせき、 Shigaite）は、1985年に発表された日本産新鉱物で、ミシガン大学の鉱物学者 Donald R. Peacor 、国立科学博物館の加藤昭などにより、滋賀県栗東町（現・栗東市）下戸山の五百井（いおい）鉱山から発見された。 化学組成はMn6Al3(OH)18[Na(H2O)6][SO4]2・6H2Oで、三方晶系。発見地の県名から命名された。
鉱物自体は、1963年8月の五百井鉱山閉山直前に加藤が採集していたが、当時はムーア石（mooreite: Mg15(SO4)2(OH)26·8H2O）との類似性が指摘されるに留まった。1984年になって新鉱物だと判明して申請され、翌年に記載論文が掲載された。当初の組成式はAl4Mn7(SO4)(OH)22･8H2Oだったが、1996年に南アフリカ産の標本の分析からナトリウムが必須と判明し、ハイドロタルク石超族（hydrotalcite supergroup）のウェルムランド石族に編入された。
発見地などでは黄色の結晶だが、南アフリカ・北ケープ州のN'Chwaning I鉱山産のものは赤みを帯びており、現在ではこちらが多く流通している。